# Axel Beyer
Alexander "Axel" Beyer (Aue, 9 de maig de 1891 - ?) fou un ciclista amateur alemany, que es va especialitzar en la pista. Va guanyar una medalla de plata al Campionat del món de Mig fons de 1913, darrere de l'anglès Leon Meredith.